# تشاتورانغا دانداسانا

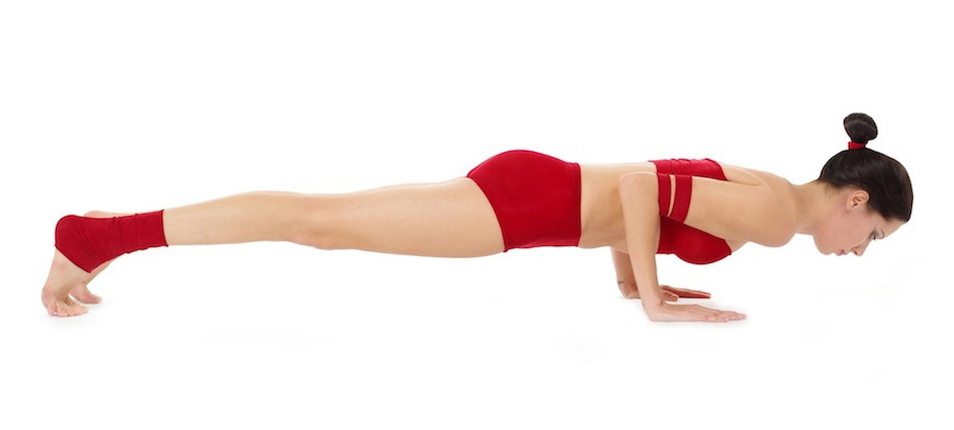
تشاتورانغا دانداسانا أو اللوح المنخفض

تشاتورانغا دانداسانا (بالسنسكريتية: चतुरङ्ग दण्डासन)‏ أو وضعية العصا بأربعة أطراف، والمعروفة أيضًا باسم اللوح المنخفض، هي أسانا في اليوغا الحديثة كتمرين وفي بعض أشكال سوريا ناماسكار (تحية للشمس). في هذه الوضعية، يكون الجسم مستقيماً ومتوازياً مع الأرض، مدعوماً بأصابع القدمين والراحة، مع ثني الكوعين بزاوية قائمة على طول الجسم. النسخة كومباكاسانا، أو فالاكا سانا، أو اللوح العالي تكون فيها الأذرع مستقيمة.

## الاشتقاق والأصول
اسم "تشاتورانغا دانداسانا" يأتي من السنسكريتية: चतुर् (نقحرة:كاتور) بمعنى "أربعة"; अङ्ग (أنغا) بمعنى "طرف" أو " limb"; दण्ड (داندا) بمعنى "عصا"; وआसन (أسانا) بمعنى "وضعية" أو "جلوس".
لم تكن هذه الوضعية معروفة في اليوغا الهاثا حتى القرن العشرين مع ظهور كتاب "Light on Yoga"، لكن الوضعية تظهر في كتاب "Vyayama Dipika" لعام 1896، وهو دليل للجمباز، كجزء من تسلسل "قديم جداً" من تمارين العصا. يشير نورمان سجومان إلى أنها واحدة من الوضعيات التي تم اعتمادها في اليوغا الحديثة في مايسور على يد كريشناماتاشريا، وشكلت "الأساس الأولي" لتدريباته مع الحركات المتدفقة بين الوضعيات. ومن ثم، تم تبني هذه الوضعية من قبل تلاميذه باتابي جويز وب. ك. س. إينغار.

## الوصف
في وضعية تشاتورانغا دانداسانا، تكون اليدان والقدمان على الأرض، داعمتين الجسم الذي يكون موازياً ومنخفضاً نحو الأرض، ولكن دون أن يلمسها. تشبه هذه الوضعية كثيراً تمرين الدفع، لكن اليدان تكونان منخفضتين (فوق الحوض بقليل)، والكوعان مثبتان على جانبي الجسم.
في أساليب اليوغا المتدفقة (فينياسا)، تُعتبر تشاتورانغا دانداسانا جزءاً من تسلسل أسانا سوريا ناماسكار (تحية للشمس)، ويتم أداؤها أثناء الزفير. في "سوريا ناماسكار أ" في أسلوب أشتانغا فينياسا، تكون هي الأسانا الرابعة، وفي "سوريا ناماسكار ب" تكون الأسانات الرابعة والثامنة والثانية عشرة..
في ممارسة اليوغا بدون فينياسا، تُحافظ الوضعية ببساطة لفترة زمنية (مثل 30 ثانية) مع التنفس المستمر.

## التعديلات
يمكن للمبتدئين ممارسة الوضعية مع الركبتين على الأرض، أو الحفاظ على الأذرع مستقيمة (في كومباكاسانا، المعروفة أيضًا بفالاكا سانا أو "اللوح العالي")، قبل محاولة الوضعية الكاملة. يُستخدم "اللوح العالي" أيضًا في بعض أشكال تحية الشمس.
تعتبر "بورفوتاناسانا" (Purvottanasana) أو "اللوح العكسي" أو "اللوح المتجه للأعلى"، حيث يكون الظهر مستقيماً والجزء الأمامي من الجسم متوجهاً لأعلى، مع الأذرع ممدودة نحو الأرض، والأصابع موجهة نحو القدمين.

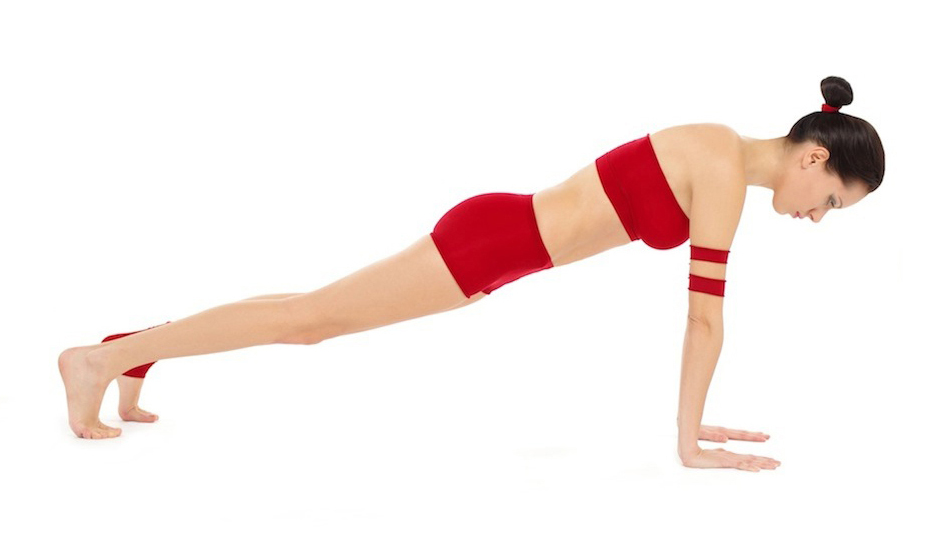
كومباكاسانا أو اللوح العالي
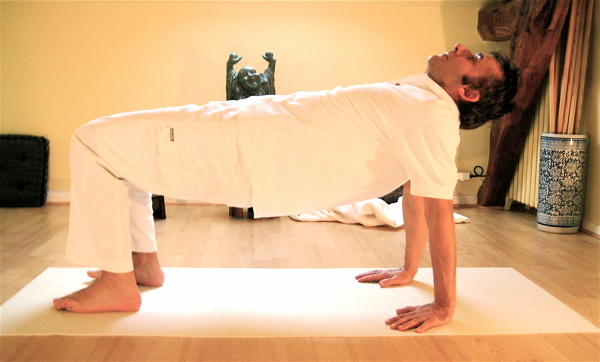
بورفوتاناسانا أو اللوح العكسي